# Winkel (Maasbree)
Winkel is de naam van een natuurgebied ten westen van Maasbree, ten noorden van de buurtschap Tongerlo.
Het is een gebied van 18 ha, toebehorend aan Het Limburgs Landschap.
In de onmiddellijke nabijheid vindt men bolle akkers, ten behoeve van de boeren van Tongerlo, terwijl het eigenlijke natuurgebied zeer nat is, en bestaat uit de beemden van de Elsbeek. Deze werden vroeger als weidegebied en hooiland gebruikt en tussen 1955 en 1965 werden ze benut als populierenplantage. In 1974 kwam het gebied in bezit van Het Limburgs Landschap.
Langs de rand van het gebied groeit Elzenbroekbos met veel struiken. Nachtegaal, rietgors en bosrietzanger zijn er te vinden. Tot de zoogdieren behoren: bunzing, hermelijn en vos.